# Kalauzovići
Kalauzovići är en ort i Bosnien och Hercegovina.   Den ligger i entiteten Republika Srpska, i den centrala delen av landet, 22 km nordost om huvudstaden Sarajevo. Kalauzovići ligger 1 000 meter över havet och antalet invånare är 109.
Terrängen runt Kalauzovići är kuperad. Närmaste större samhälle är Sokolac, 17,3 km öster om Kalauzovići. 
I omgivningarna runt Kalauzovići växer i huvudsak blandskog. Runt Kalauzovići är det ganska tätbefolkat, med 67 invånare per kvadratkilometer.